# Pedagogika opiekuńcza
Pedagogika opiekuńcza – dział pedagogiki społecznej, zajmujący się takimi sytuacjami, które wymagają udzielenia pomocy dzieciom pozostającym w niekorzystnych warunkach bytowych, dotkniętych zdarzeniami losowymi, niemogących własnymi siłami dać sobie rady w życiu. Pedagogika opiekuńcza bada działalność instytucji opieki całkowitej i częściowej, a także organizacji społecznych organizujących różne formy pomocy dla dzieci i młodzieży. Jest jedną z dyscyplin w naukach pedagogicznych zajmująca się uwarunkowaniami, celami, treścią, organizacją i metodami działalności opiekuńczo-wychowawczych. Zawiera podstawowe pojęcia, modele teoretyczne i twierdzenia odnoszące się do rzeczywistości opiekuńczo-wychowawczej lub jej komponentów. Opisuje rzeczywistość, ukazuje zależności i prawidłowości, formułuje dyrektywy, które pozwalają sprawować właściwą opiekę nad dziećmi i dorosłymi. Ogólny charakter tej dyscypliny wywodzi się przede wszystkim z trzech podstawowych pojęć jakimi są: opieka, wychowanie przez opiekę oraz wychowanie opiekuńcze. Do jej przedstawicieli w Polsce należeli: Józef Babicki, Kazimierz Jeżewski i Janusz Korczak.

## Podstawowe funkcje pedagogiki opiekuńczej
1. Ma ona dostarczać niezbędnej wiedzy o potrzebach ludzkich, a szczególnie o potrzebach ponadpodmiotowych i ich diagnozowaniu, których właściwe zaspokajanie stanowi treść działalności opiekuńczej, a wszelkie jego pozytywne następstwa – jej cele[2]. W ten sposób tworzy się aksjologiczna warstwa teorii opieki zajmująca się trudnymi i złożonymi problemami wartościowania i hierarchii potrzeb.
2. Daję obiektywną diagnozę rzeczywistych warunków zewnętrznych, w jakim odbywają się procesy opiekuńczo-wychowawcze, które ukazują możliwości i ograniczenia tych warunków, jak i pomagają w konstruowaniu odpowiednich wzorców.
3. Wskazuje, jak należy stosować formy, zasady, metody i techniki wykonywania opieki, aby jej przebieg był prawidłowy, a efekty korzystne.
4. Dostarczać wiedzy o tym, jak może i powinna być sprawowana opieka, aby zawsze wtedy, gdy to jest możliwe i wskazane, można było równolegle do jej funkcji merytorycznych, na jej podłożu i poprzez nią, kształtować osobowość podopiecznego – wychowanka zgodnie z przyjętymi celami wychowania[3].
5. Dostarczać wiedzy o tym, jak realizować cele i zadania w zakresie form wychowywania i różnych dziedzin, aby zaspokajać potrzeby wychowanków. Inaczej mówiąc ukazuje możliwości i powinności opiekuńczej.
6. Opisuje i wyjaśnia relacje jakie zachodzą, między opieką a wychowaniem.
7. Rozwijać wiedzę przynoszącą odpowiedź na pytanie, jakie nieodzowne i jednocześnie możliwe do spełnienia wymagania stawia opiekunowi- wychowawcy podopieczny i cały proces opiekuńczo-wychowawczy[4].
8. Gromadzi i rozwija wiedzę historyczną na temat opieki międzyludzkiej, wychowania przez opiekę i wychowania opiekuńczego.

## Inne określenia pedagogiki opiekuńczej
1. Nauka, która koncentruje się wokół sytuacji wychowawczych, wymagających pomocy społecznej.
2. Nauka formująca wskazania umożliwiająca rozwijanie działalności praktycznej, w celu wspomagania rozwoju dzieci, młodzieży, dorosłych oraz ludzi starszych.
3. Jeden z kierunków pedagogiki społecznej, której przedmiotem są procesy, fakty i sytuacje wychowawcze.
4. Dyscyplina badająca, opisująca i wyjaśniająca fakty, sytuacje i procesy oraz istniejące między nimi zależności.
5. Zbiór określonych treści metodycznych form opieki instytucjonalnej.
6. Dyscyplina, która nie zawiera żadnej podstawowej wiedzy na temat opieki międzyludzkiej.

## Heterogeniczność i jednolitość treści pedagogiki opiekuńczej
Tak najogólniej określona pedagogika opiekuńcza zawiera więc w swym zakresie trzy podstawowe, wyodrębniające się a równocześnie wchodzące w strukturalno-funkcjonalne powiązania, części składowe. Możemy je podzielić na elementy treści poznawczych i elementy przedmiotu poznania.
Elementy treści poznawczych składają się z:
1. teorii opieki międzyludzkiej
2. teorii wychowania przez opiekę
3. teorii wychowania opiekuńczego

Elementy przedmiotu poznania dzielą się na:
1. opiekę międzyludzką
2. wychowanie przez opiekę
3. wychowanie opiekuńcze.